# Sheba
„Sheba“ je píseň britského multiinstrumentalisty Mika Oldfielda. Byla vydána na konci roku 1980 jako jeho desátý singl, v britské hudební hitparádě se neumístil.
Vokální skladba „Sheba“ pochází z alba QE2, které bylo vydáno měsíc před tímto singlem. Vokální linku nazpívala Maggie Reilly, na bicí zahrál Phil Collins, ostatní nástroje obstaral Oldfield. Na B straně singlu se nachází instrumentálka „Wonderful Land“ (opět z alba QE2), což je Oldfieldova coververze skladby The Shadows.
V některých zemích byl tento singl vydán jako „Wonderful Land“ se skladbou „Sheba“ na B straně.

## Seznam skladeb
1. „Sheba“ (Oldfield) – 3:32
2. „Wonderful Land“ (Lordan) – 2:50